# Apocryphe de Josué
L'Apocryphe de Josué, ou Psaume de Josué (4QapocrJosha/4Q378, 4QapocrJoshb/4Q379, 4QapocrJoshc/4Q522, ou aussi 5QapocrJosh/5Q9) est le nom d'un manuscrit du Ier siècle av. J.-C. et du Ier siècle après J.-C. retrouvé en quelques fragments à Qumrân, au bord de la mer Morte. Il contient des discours, bénédictions et prières du Livre de Josué qui ne sont pas connus par ailleurs. Le texte est aligné sur les discours de Josué, dans le Livre de Josué, chapitre 1, 18-21, 23 et 24 et de Moïse dans le Deutéronome, 1-3 et 28-31.